# Архангельское (Шебекинский район)
Арха́нгельское — село Новотаволжанского сельского поселения Шебекинского района Белгородской области.

## География
Расположено на правом берегу реки Северский Донец в 5 км к северу от границы с Украиной.
Село расположено в регионе Черноземья на юго-западе Шебекинского района на правом склоне Напрасного яра.

## История
1627 — название села впервые встречается на картах.
1640 — упоминание о селе Архангельское (Напрасное) в писцовых книгах. «При реке Северский Донец в 32 верстах от уездного города Белгорода было 44 двора, 201 мужчина и 192 женщины, две церкви — одна деревянная и одна кирпичная…».
1742 — появился новый владелец сёл Таволжанка, Напрасное, Крапивное и 4-х хуторов у слободы Шебекиной — граф И. С. Гендриков.
1779 — в село Напрасное переселено всё крепостное население села Мурома.
сер. 19 века — на картах Шуберта село именуется также Архангельское; также рядом, на северном склоне того же Напрасного яра, существовало ещё одно село Напрасное (с уточнением Вехотеевка)
1884 — село Напрасное имеет «76 дворов, 512 крестьян (262 мужского и 250 женского пола, грамотных 10 мужиков и 1 мальчик…».
1919 — первый председатель сельского совета М. П. Пизов раздал помещичью землю крестьянам (см. Раскулачивание).
1929 — создан первый колхоз «Октябрьская Нива» (председатель — Григорий Афанасьевич Гащенко).
1942-1943 — эвакуация жителей села в связи с оккупацией села фашистами.
1947 — жестокий голод на селе.
1950-1990:
- Строительство квартир учителям, колхозникам.
- Строительство медицинского пункта и почтового отделения.
- Строительство дома культуры и детского сада.

1990-2010:
- Ликвидация 3-го производственного участка.
- Закрытие фермы по производству нетелей.
- Закрытие отделения (филиала) сбербанка.
- Скупка земельных паёв у населения.
- Открытие автоматической газовой котельной, подключение к газовому отоплению дома культуры, школы и детского сада.
- Ликвидация Архангельского отделения лесничества.
- Переход магазина в частные руки.
- Закрытие Архангельской школы, перевод детей на обучение в Новую Таволжанку.
- Капитальный ремонт дома культуры, памятника погибшим воинам.
- Благоустройство центра села.

После 2022 года
После полномасштабного вторжения России на Украину село регулярно подвергается обстрелам со стороны Вооружённых сил Украины. 
23 сентября 2024 года село попало под сильный обстрел. В результате обстрела погибло 3 человека, в том числе девочка 15-ти лет, и пострадало 4 человека, в том числе 2 ребёнка. 

## Население
| 2002 | 2010 |
| ---- | ---- |
| 673  | ↘623 |